# 조경모
조경모(1957년 1월 24일 ~ )는 대한민국의 성우이다. 1981년 EBS 3기 공채 성우로 데뷔하였다.
2014년부터 2016년까지 참여한 나루토를 제외하면 심정민 성우처럼 활동을 하고 있지 않다.

## 주요 출연작품

### 애니메이션
- 그리스 로마 신화 전설의 수호자들 (EBS) - 에우리테우스
- 덩크슛! 얄개들 (SBS) - 플러
- 나루토 질풍전 (투니버스) - 2대 츠츠카게
- 몬스터 (투니버스) - 취조관
- 미래전사 그레이트 건더 (SBS) - 심판
- 수퍼우주탐험대 (EBS) - 호크
- 악동클럽 (EBS) - 라이언
- 우주의 기사 테카맨 (SBS) - 발자크

### 영화
- 개구쟁이 데니스 2 (SBS)
- 나 홀로 집에 3 (SBS) - 잭(케빈 킬너) / 마피아(제임스 사이토)
- 닌자 거북이 3 (SBS)
- 데블스 오운 (SBS)
- 데스 위시 4 (SBS)
- 딥 블루 씨 (SBS) - 스코긴스 (마이클 래파포트)
- 리플리컨트 (SBS)
- 베토벤 (SBS) - 버논 (스탠리 투치)
- 사랑의 굴레(영어판) (SBS)
- 세븐 (SBS) - 경찰특공대 대원(존 C. 맥긴리) / 안마 시술소 남자(릴런드 오서)
- 스피어 (SBS) - 해군(제임스 피킨스 주니어)
- 신영웅본색 (SBS)
- 아름다운 세상을 위하여 (SBS)
- 애나 앤드 킹 (SBS)
- 어글리 우먼 (SBS) - 카멜로
- 올 파이어드 업 (SBS)
- 용형마교 (SBS) - 양대인의 아들(장금)
- 위대한 사랑 (SBS)
- 일 포스티노 (SBS)
- 컨스피러시 (SBS)
- 크로우 (SBS) - 알브렛 (어니 허드슨)
- 키스 오브 드래곤 (SBS)
- 탱고 (SBS)
- 폴리스 스토리 4 (SBS) - 예고로프의 부하(엽채남)
- 외계에서 온 우뢰매 - 몰토(최화섭)

### 방송
- 달려라 코바 (SBS) - 코바
- 슈퍼TV 세계가 보인다 (SBS)
- 음악천재 (방송대학TV)

### 게임
- 천년의 신화